# 托德·马钱特
托德·马钱特（英語：Todd Marchant，1973年8月12日—），美国男子冰球运动员，场上位置是前锋。他曾代表美国国家队参加1994年冬季奥林匹克运动会冰球比赛，获得第8名。